# Soltvadkert
Soltvadkert is een plaats in Hongarije met ca. 7100 inwoners. Het ligt ongeveer 100 kilometer ten zuiden van Boedapest in het comitaat Bács-Kiskun. Het is een centrum van wijnbouw, fruitteelt en toerisme. Sinds 1993 heeft het stadsrechten.
De eerste vermelding van Vadkert dateert uit 1376. De naam betekent "wilde tuin" en verwijst naar de rijke fauna in dit gebied. Vanaf 1900 wordt het Soltvadkert genoemd. De toevoeging Solt verwijst naar het historische Solt, een onderdeel van het toenmalige comitaat Pest-Pilis-Solt-Kiskun dat ooit tot het aan de overkant van de Donau gelegen Fejér behoorde.
Soltvadkert is het centrum van de uitgestrekte wijnregio Kunság. De voornaamste druif is de ezerjó, die een witte wijn voortbrengt. Behalve wijnhuizen zijn er in Soltvadkert ook enkele palinkaproducenten gevestigd.  
Soltvadkert is een belangrijke toeristenplaats dankzij het Vadkerti-tó, dat ten noorden van de stad ligt en uitgebreide recreatievoorzieningen heeft. Ook de wijn- en bierfestivals trekken 's zomers toeristen naar Soltvadkert.

## Verkeer
Soltvadkert ligt 10 km ten zuidoosten van districtshoofdplaats Kiskőrös, aan de spoorlijn tussen Kiskőrös en Kiskunhalas, een onderdeel van de verbinding tussen Boedapest en Belgrado. Ook ligt het op het kruispunt van de noord-zuidverbinding tussen Dunaföldvár/Kiskőrös en de Servische grens (hoofdweg 53) met de weg tussen Kecskemét en Baja (hoofdweg 54). 

## Partnersteden
Soltvadkert heeft stedenbanden met Aiud en Șărmășag (beide Roemenië) en Bodelshausen (Duitsland).